# Katedra w Merseburgu
Katedra śś. Jana i Wawrzyńca (niem. Dom St. Johannes und St. Laurentius, znana powszechnie jako Merseburger Dom) – luterańska świątynia znajdująca się w niemieckim mieście Merseburg, w stylu gotyckim z zachowanymi elementami romańskimi. Dawna siedziba rzymskokatolickiej diecezji merseburskiej.

## Historia
Diecezja Merseburga została powołana w 968 roku przez Ottona I Wielkiego, zgodnie z obietnicą złożoną przez cesarza przed bitwą nad rzeką Lech w 955 roku. Patronem biskupstwa został św. Wawrzyniec. Diecezję rozwiązano w 981 roku i przywrócono w roku 1004. Kamień węgielny pod budowę katedry wmurował w 1015 roku biskup i kronikarz Thietmar z Merseburga. Konsekracja miała miejsce 1 października 1021 w obecności cesarza Henryka II Świętego. 29 czerwca 1042 konsekrowano prezbiterium, zachodnie wieże i kryptę. Około 1150 od południa dobudowano czteroskrzydłowy klasztor, w okolicach roku 1260 powstały trzy wczesnogotyckie okna nad portalem głównym. Około 1500 roku świątynia stała się południowym skrzydłem sąsiedniego zamku, a w XVI wieku katedrę przebudowano i rozbudowano kosztem północnego skrzydła klasztornego, konsekracja miała miejsce w 1517 roku. Kazania wygłaszał tu Marcin Luter, w 1561 katedra przeszła w ręce luteran, a w 1565 administrację nad diecezją przejęli protestanccy książęta Saksonii z dynastii Wettynów. W 1841 w bibliotece kapituły katedralnej odkryto pogańskie zapiski z X wieku, zwane Zaklęciami Merseburskimi, przetłumaczone następnie z języka staro-wysoko-niemieckiego i rozpowszechnione przez Jacoba Ludwiga Karla Grimma. Katedra ucierpiała podczas II wojny światowej wskutek nalotu bombowego, chociaż w znacznie mniejszym stopniu niż sąsiedni zamek. W latach 1964–1971 zabezpieczono ściany i wyremontowano dach, a w latach 1972–1974 odrestaurowano wnętrze kościoła.

## Architektura i wyposażenie
Zachodnia część katedry reprezentuje wczesny gotyk, a reszta korpusu nawowego – późny gotyk. Fragmenty transeptu, wież zachodnich i krypta zawierają detale romańskie. Sklepienia sieciowe w nawie powstały w XVI wieku. Część zachodnia ma układ bazylikowy, a wschodnia – halowy. Ołtarz główny pochodzi z roku 1668, wmontowano w niego dwa obrazy – dolny przedstawia Chrystusa ukrzyżowanego adorowanego przez księcia Chrystiana I i księżną Chrystianę, fundatorów ołtarza, a górny – Zmartwychwstanie Jezusa Chrystusa. Autor nie jest znany. Ołtarz usunięto z prezbiterium w latach 80. XIX wieku i zastąpiono nowym, neoromańskim, lecz w 1914 roku wrócił na swoje miejsce. Wnętrze zdobi również m.in. romańska chrzcielnica z wizerunkami apostołów i proroków. Renesansową ambonę wykonano z drewna dębowego ok. 1520 roku, zdobią ją wizerunki: Matki Bożej z Dzieciątkiem, św. Wawrzyńca oraz ewangelistów ze swoimi atrybutami. Przy ścianie północnej nawy ustawiono epitafium Heinricha von Bili, ufundowane przez  Katharinę, wdowę po zmarłym, w 1584 roku. Dekorują ją rzeźbione postacie Heinricha i Kathariny, oraz płaskorzeźby przedstawiające ukrzyżowanie Jezusa Chrystusa, sceny wniebowstąpienia, sądu ostatecznego, ofiarowania Izaaka, wywyższenia węża miedzianego na pustyni, zwycięstwa Dawida nad Goliatem oraz Jonasza i wieloryba. W prezbiterium pochowano księcia Rudolfa Szwabskiego, którego wizerunek widnieje na XI-wiecznej płycie nagrobnej. Rudolfowi przypisywana jest również dłoń przechowywana w XVI-wiecznej szkatule w katedralnym skarbcu. Organy wykonał w latach 1853–1855 Friedrich Ladegast, składają się z 5687 piszczałek zgrupowanych w 81 głosów. W podziemiach świątyni urządzono kryptę. Na wieżach katedry zawieszonych jest łącznie dziewięć dzwonów oraz dwa gongi zegarowe. Najstarszy instrument pochodzi z XI wieku, a najmłodszy dzwon wykonano w odlewni Sächsisches Metallwerk we Freibergu w 2021 roku na pamiątkę tysiąclecia konsekracji kościoła. Na południowo-zachodniej wieży ulokowano platformę widokową.

## Galeria

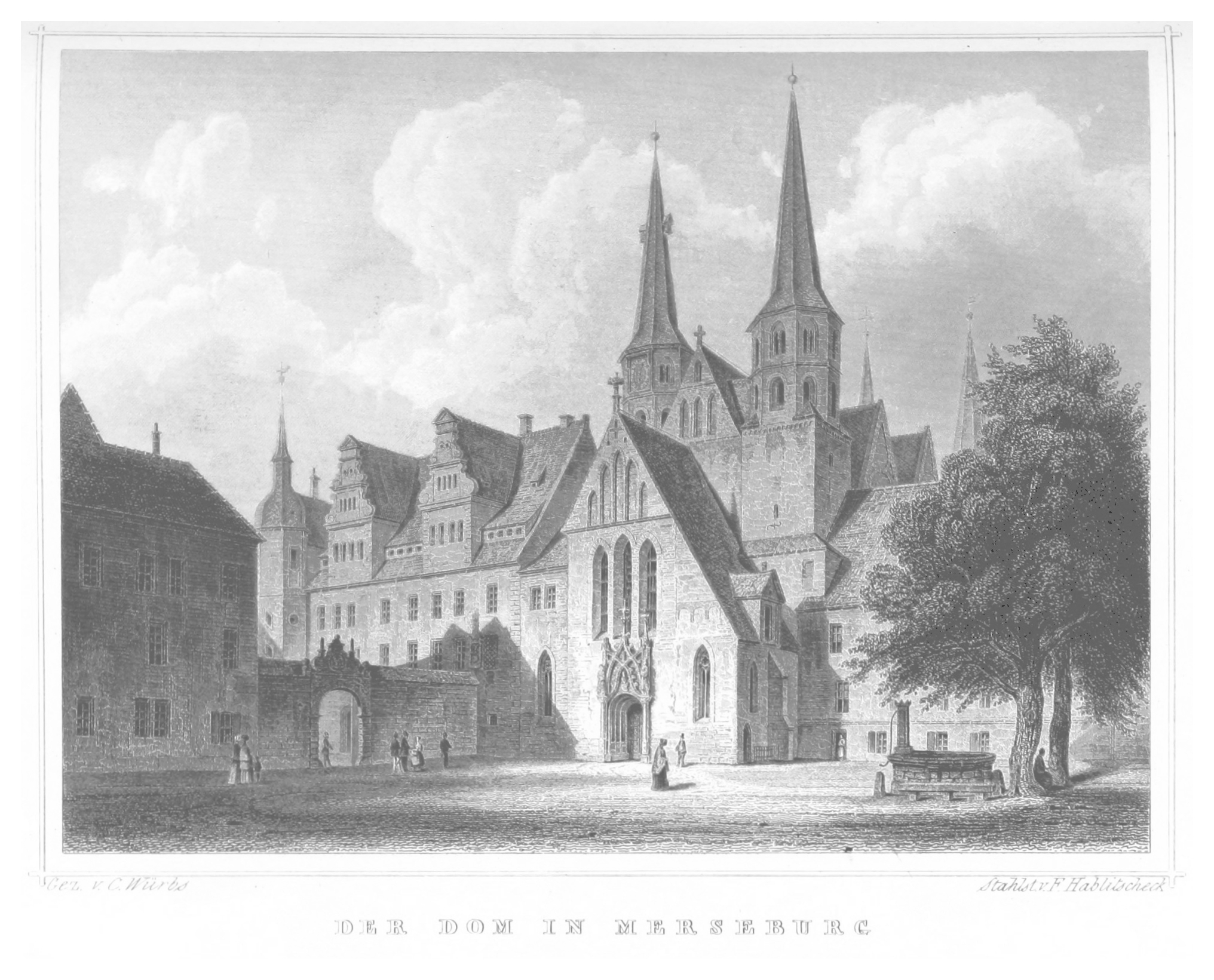
Katedra w 1852
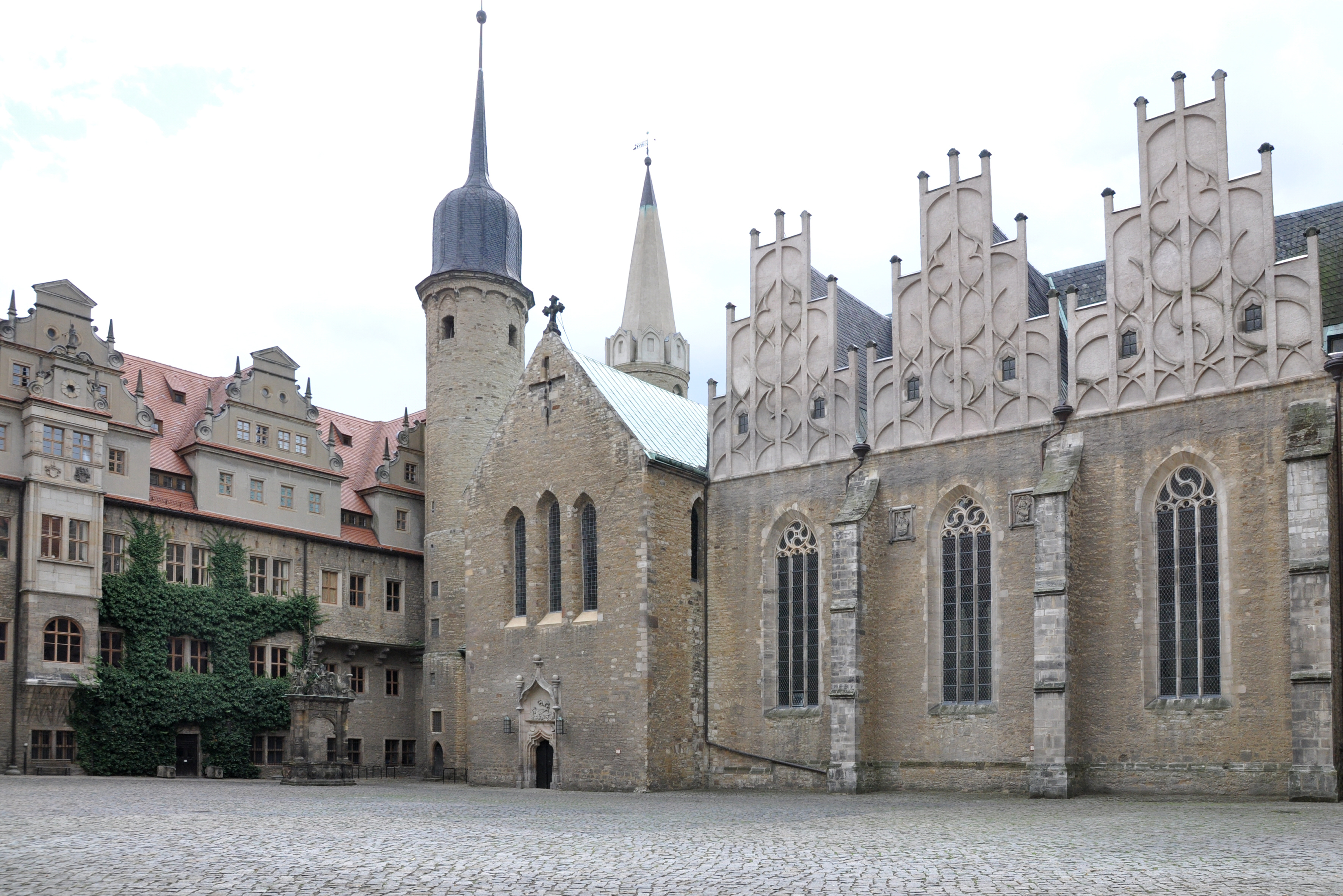
Północna elewacja widoczna z dziedzińca zamku
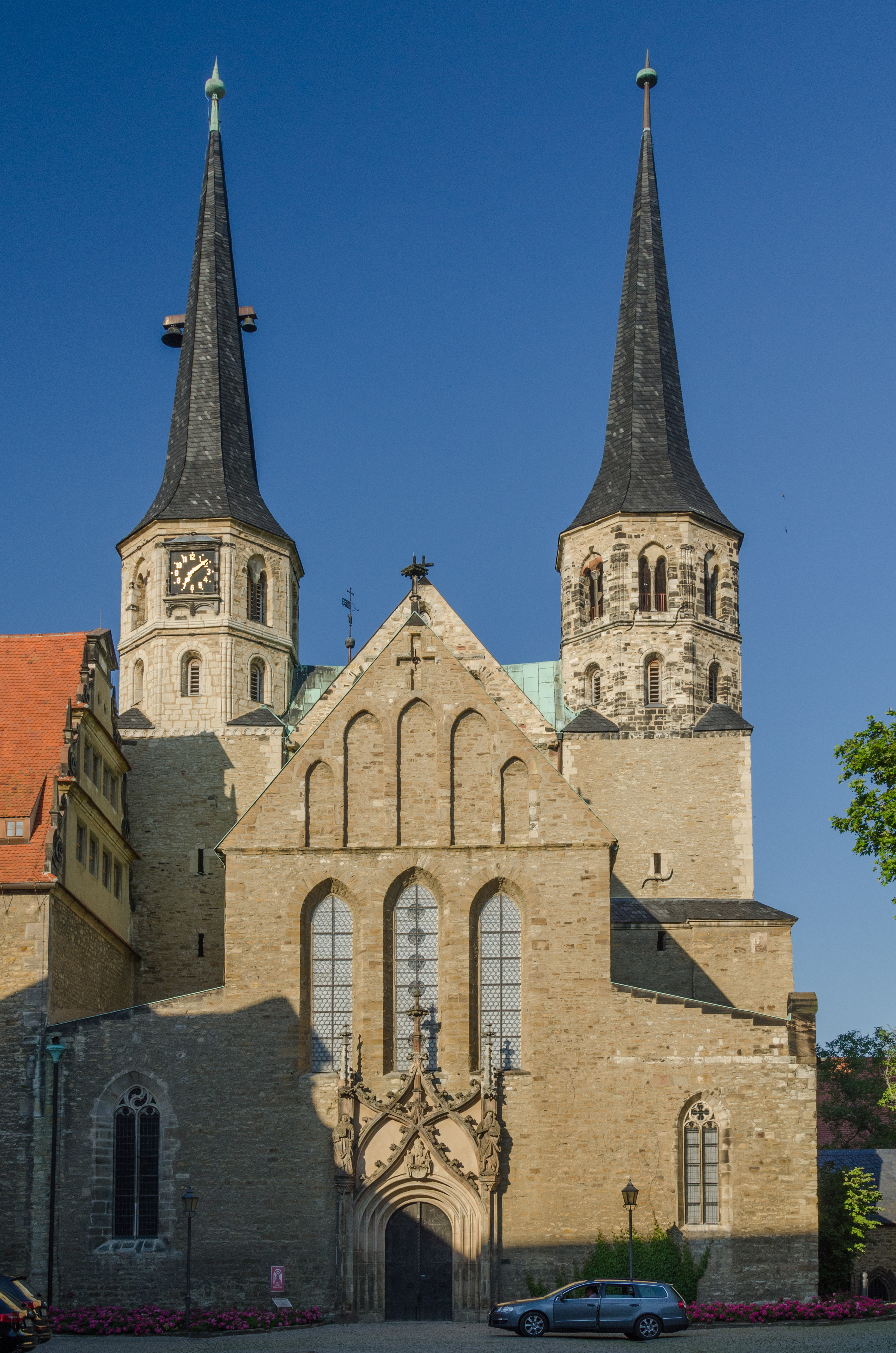
Fasada
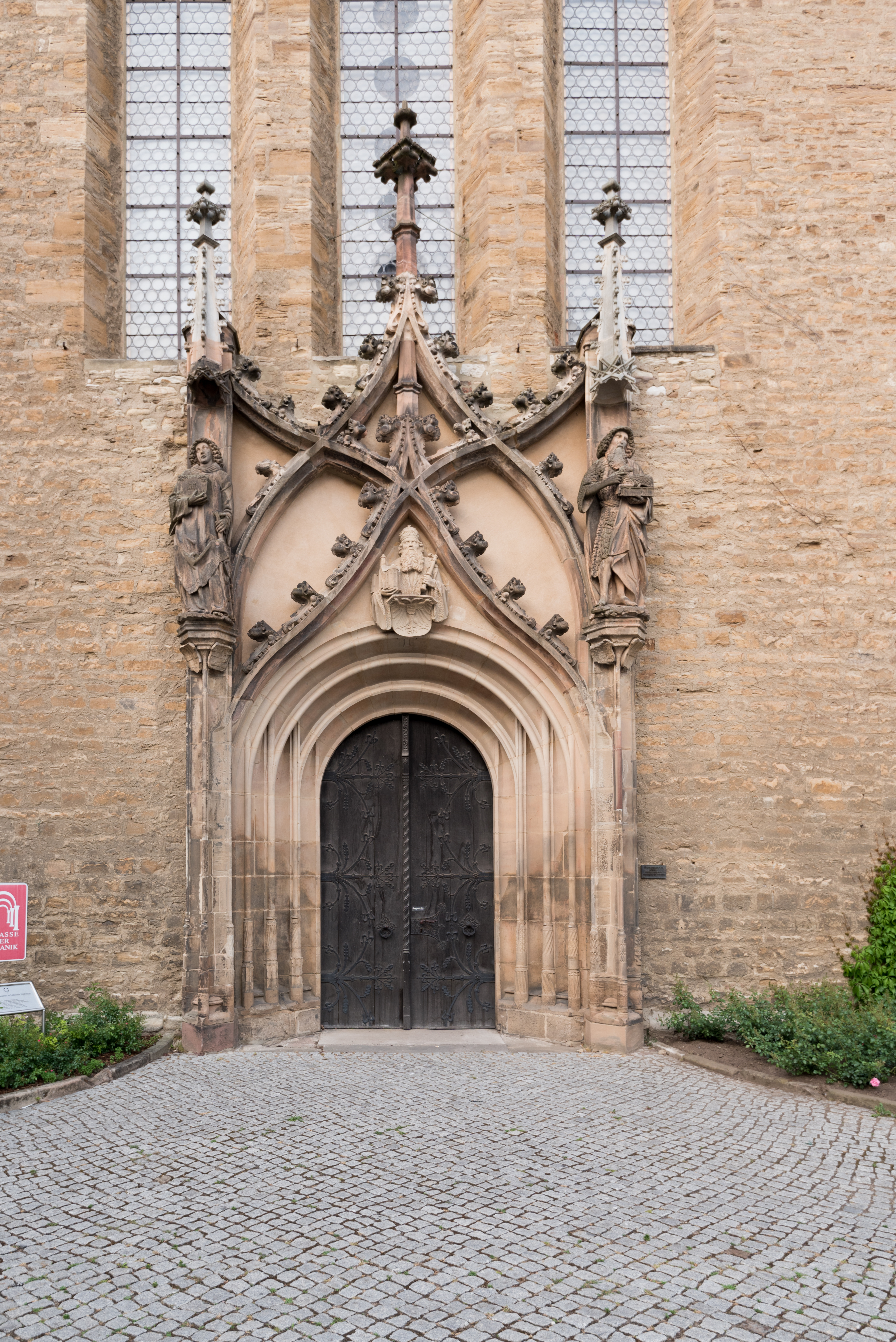
Portal główny
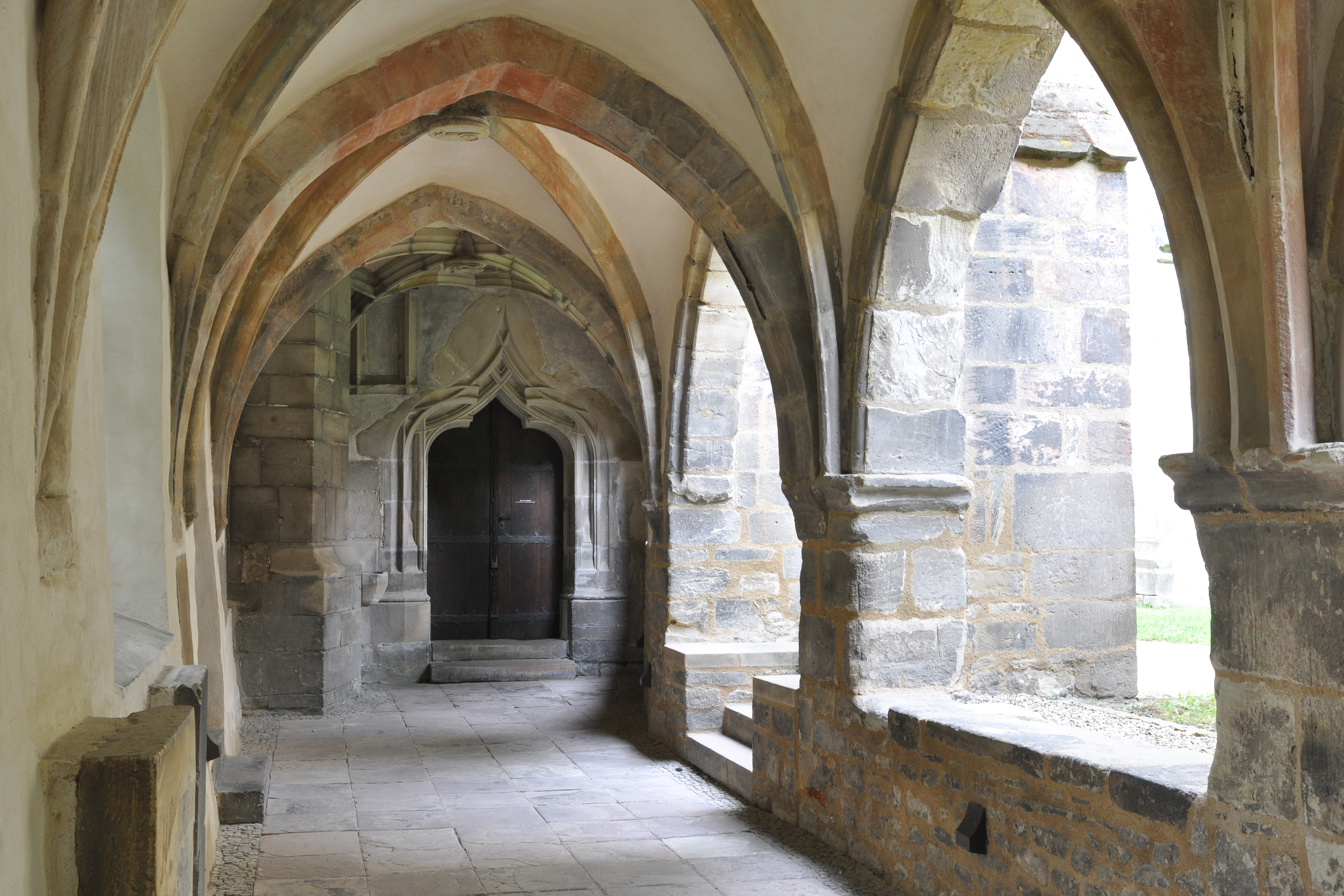
Krużganek klasztoru
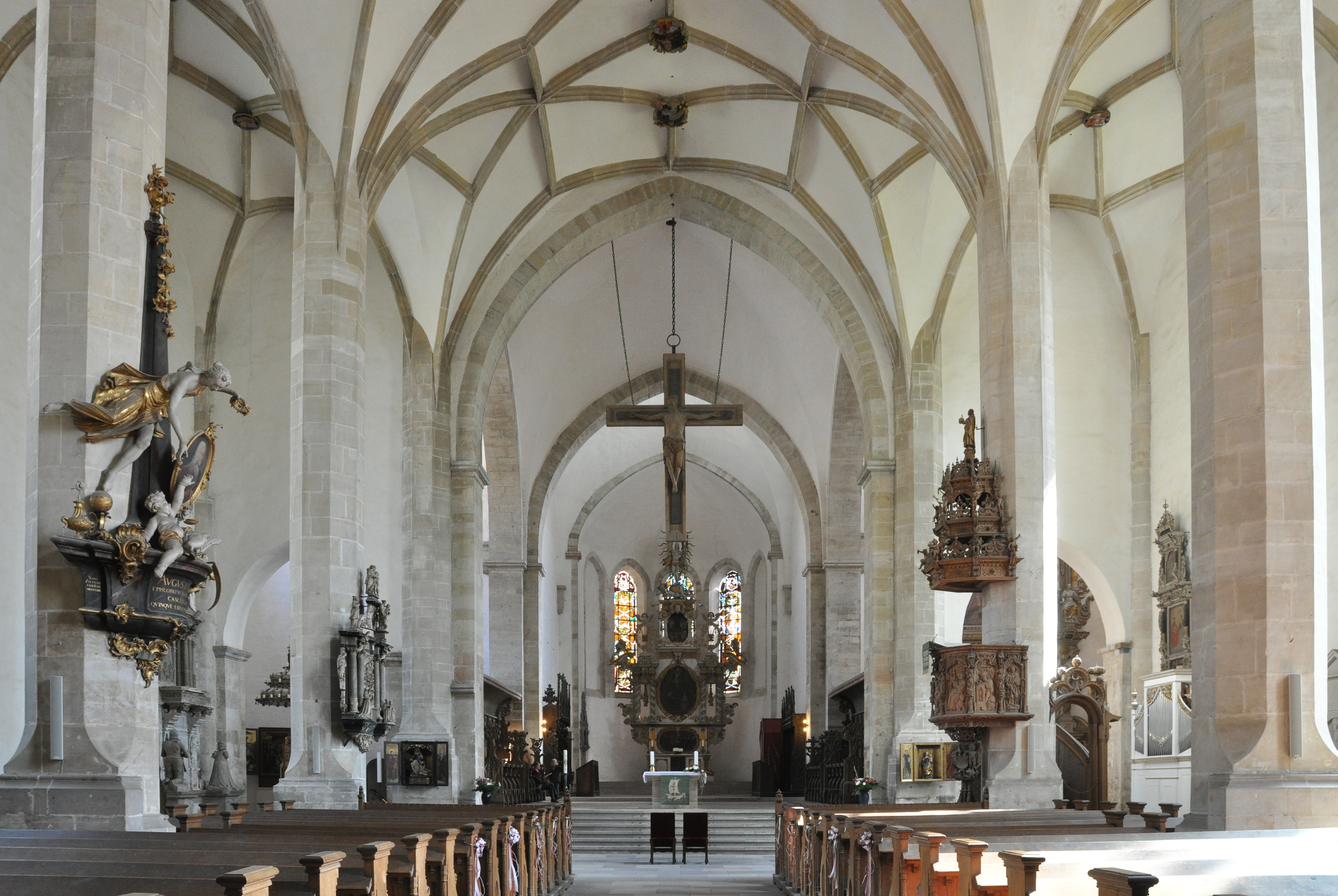
Wnętrze
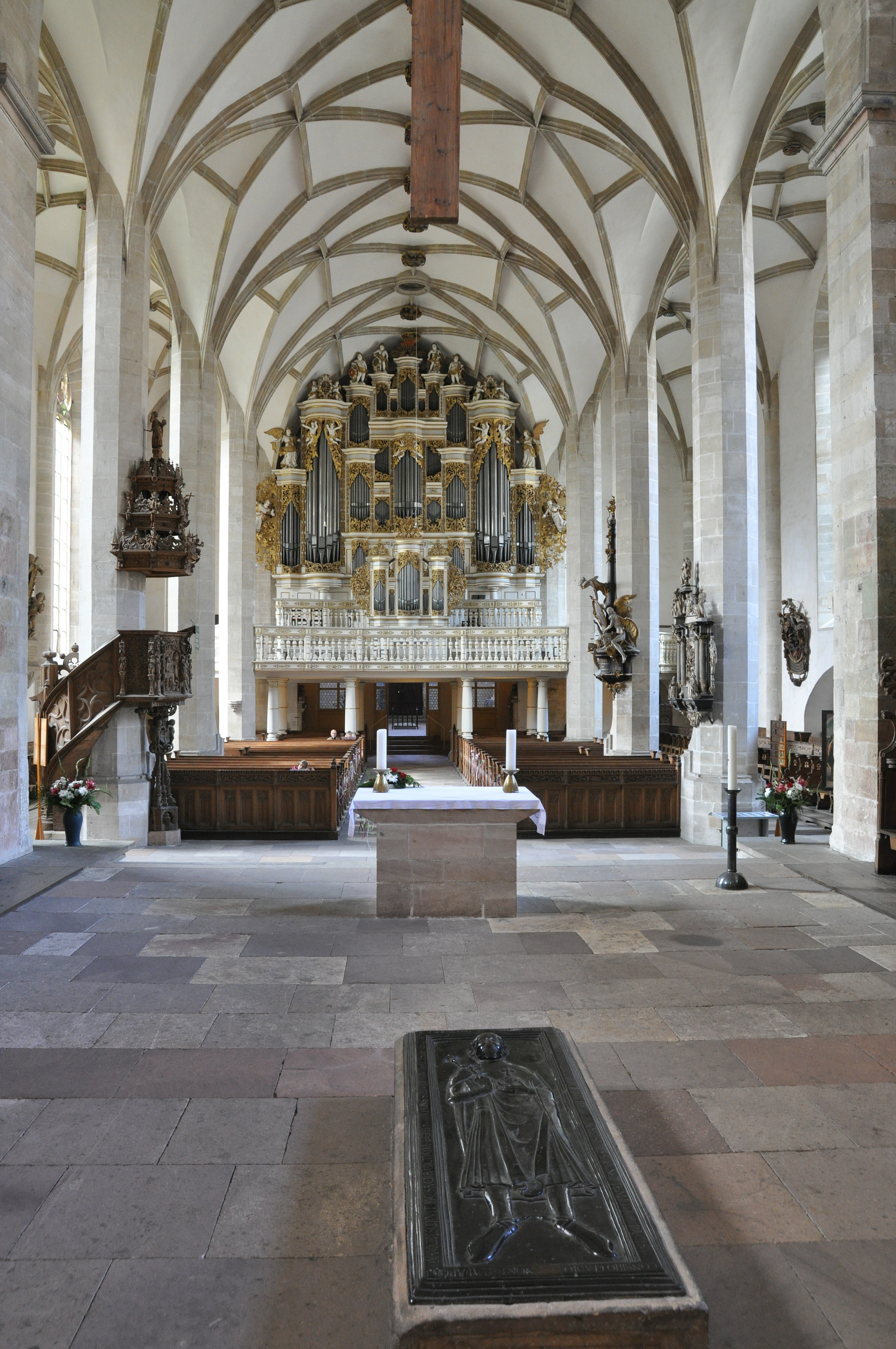
Widok na nawę z prezbiterium, widoczny nagrobek Rudolfa Szwabskiego
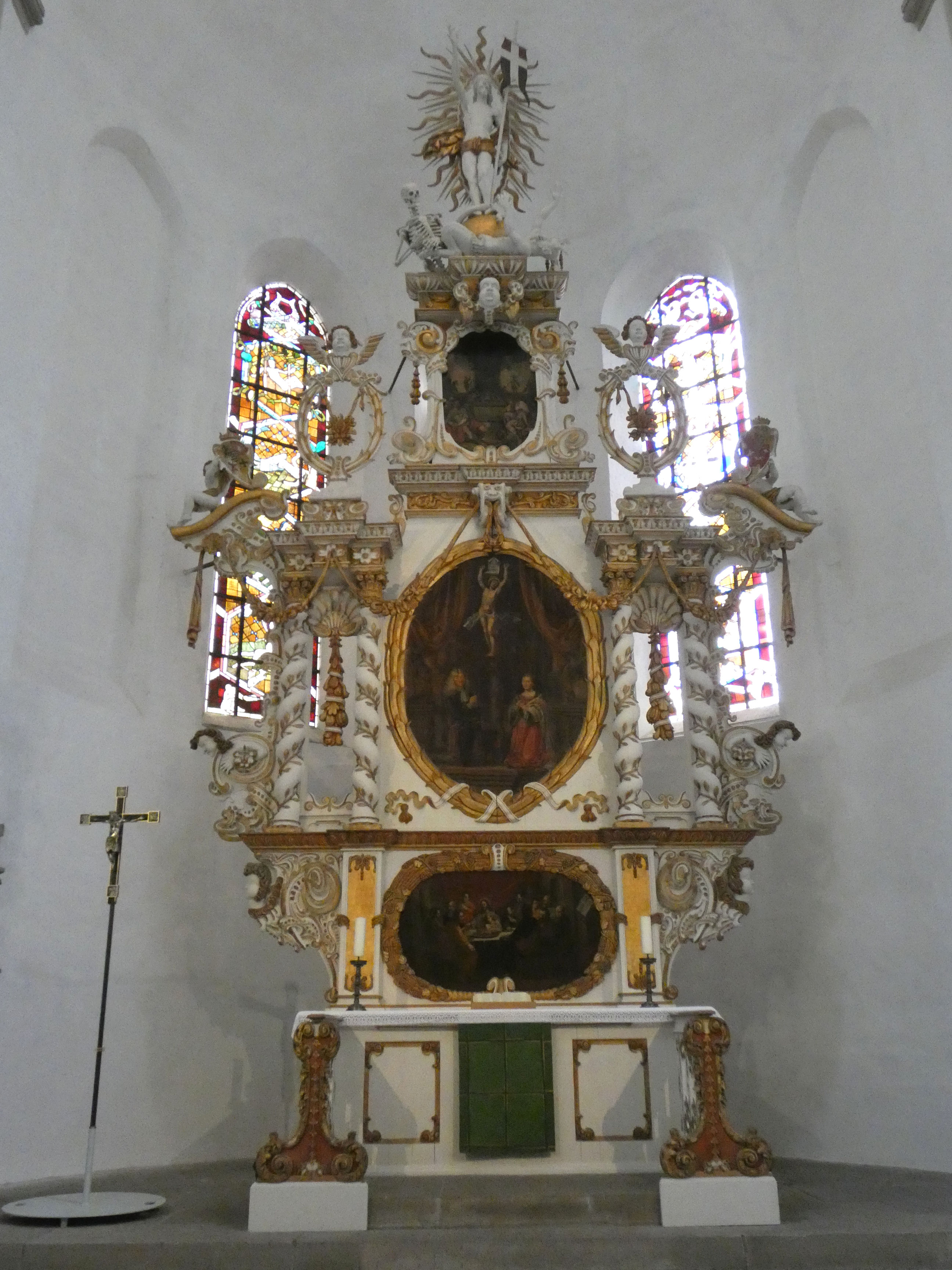
Ołtarz główny
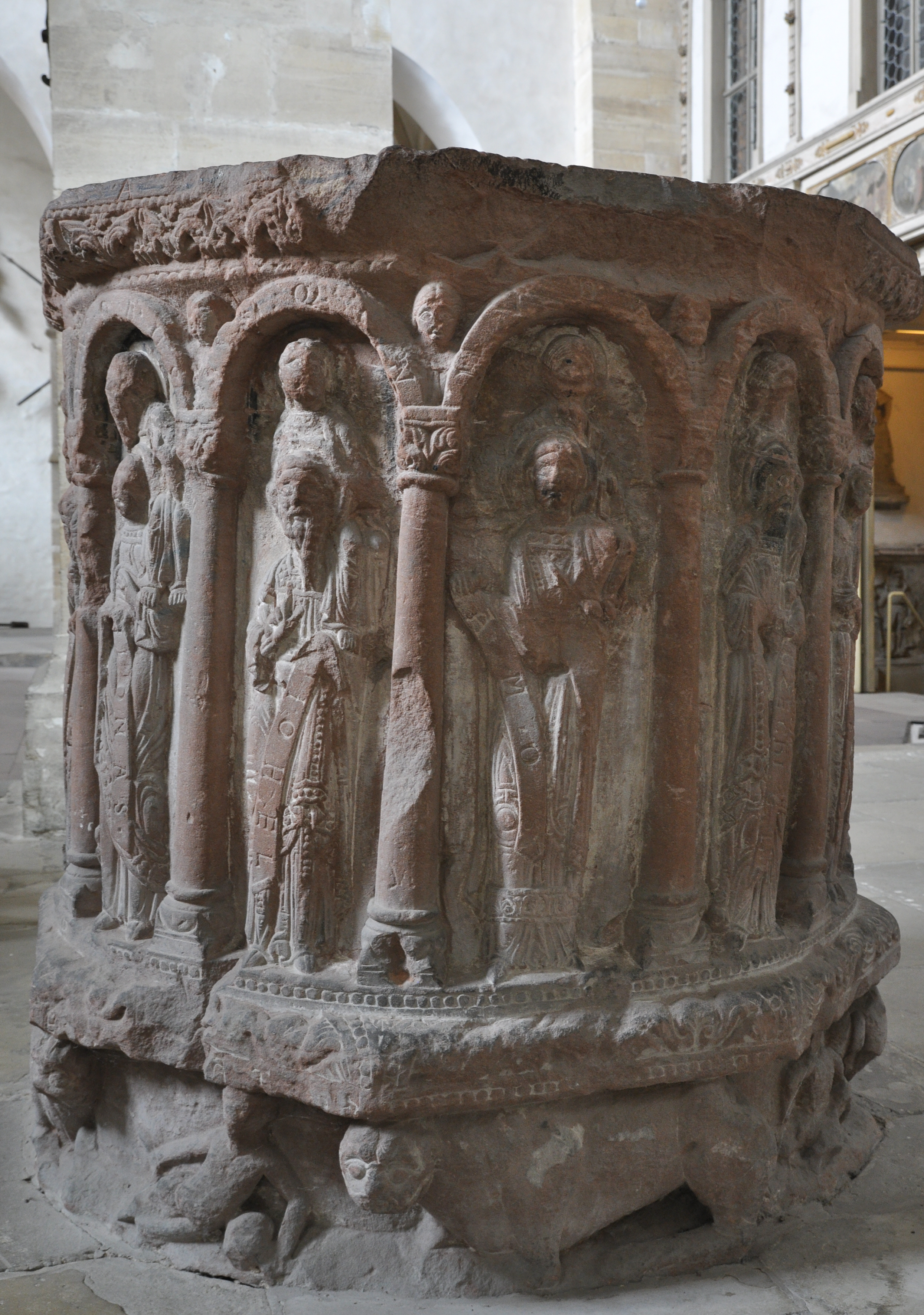
Chrzcielnica
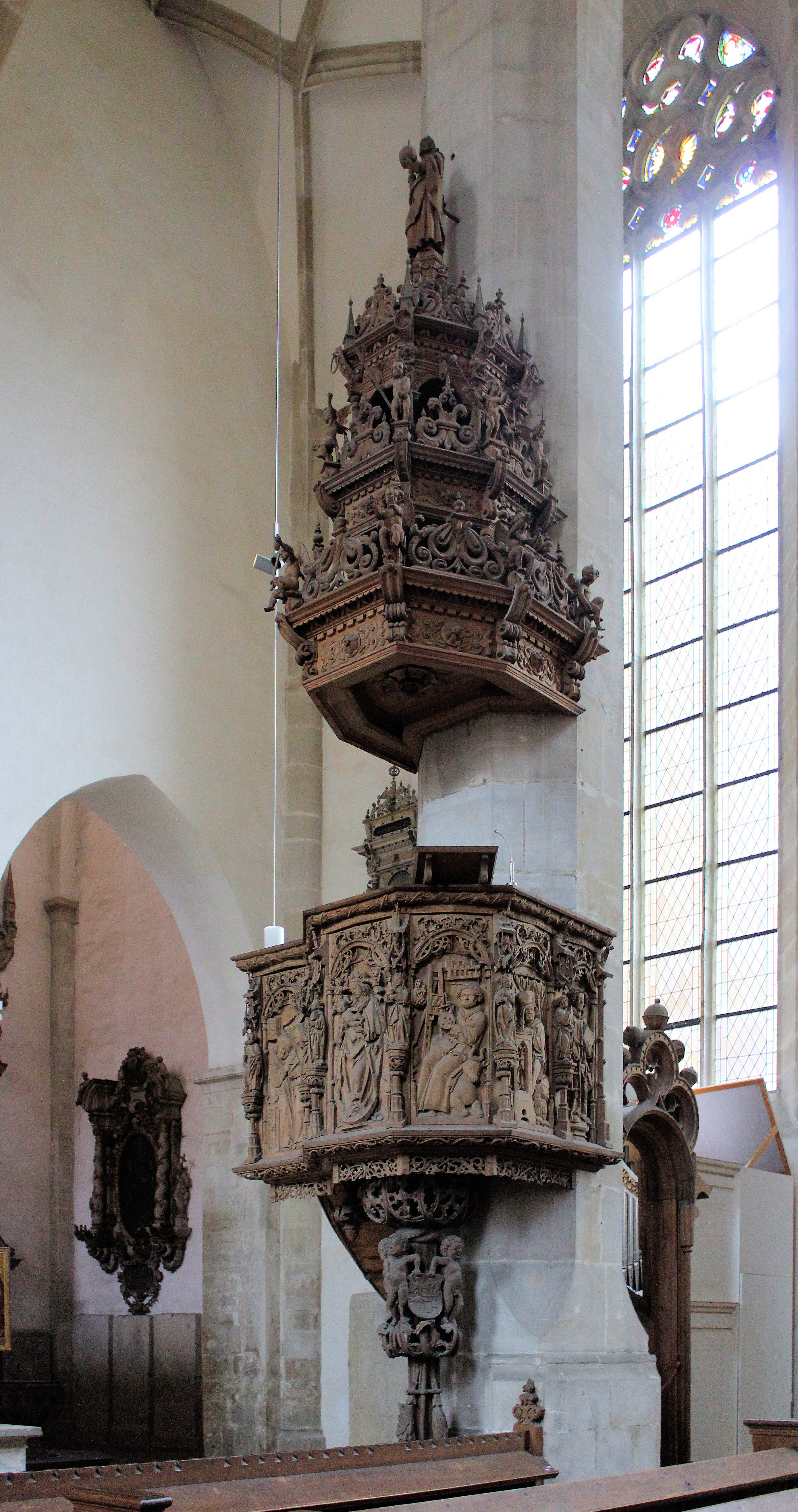
Ambona
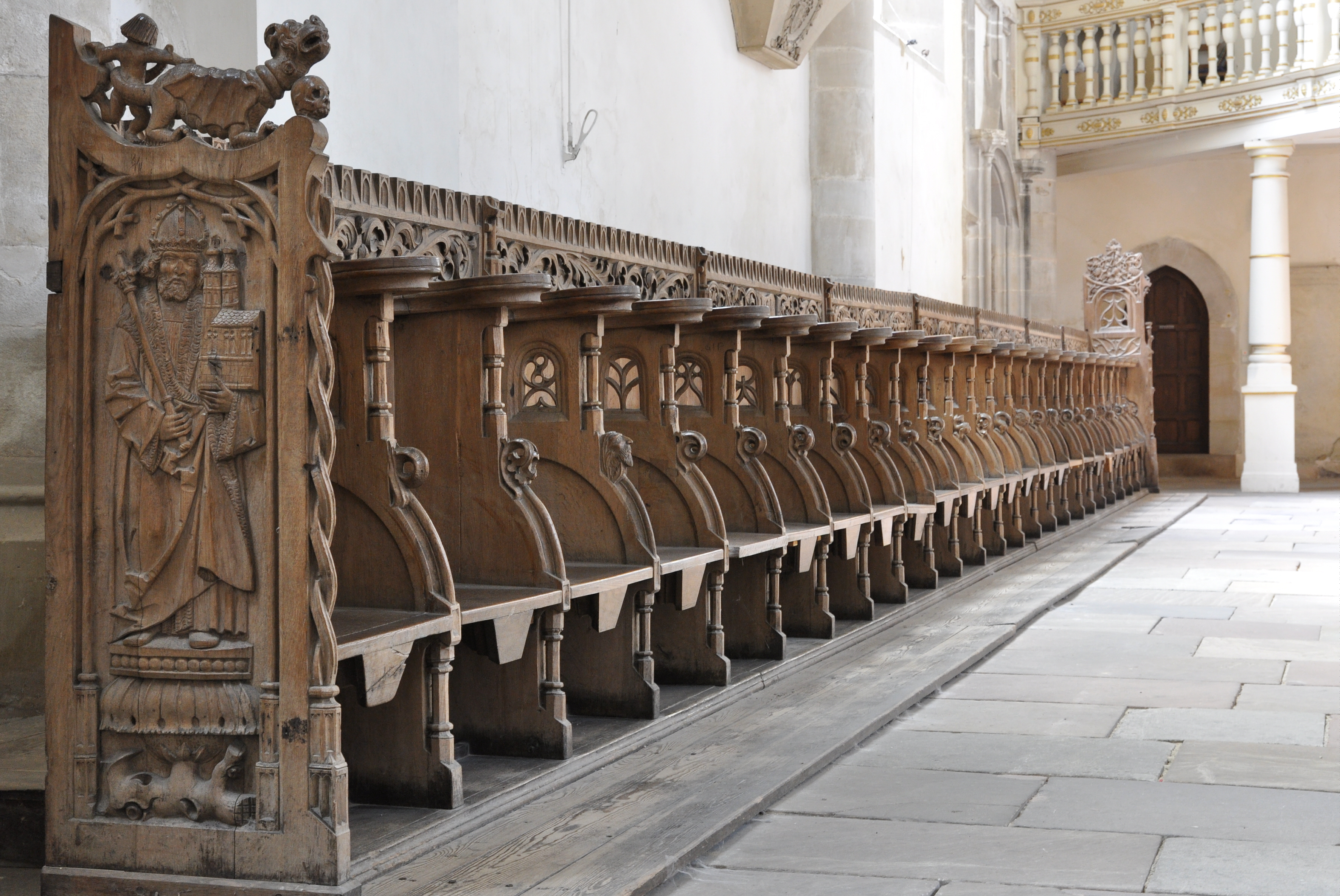
Stalle chórowe
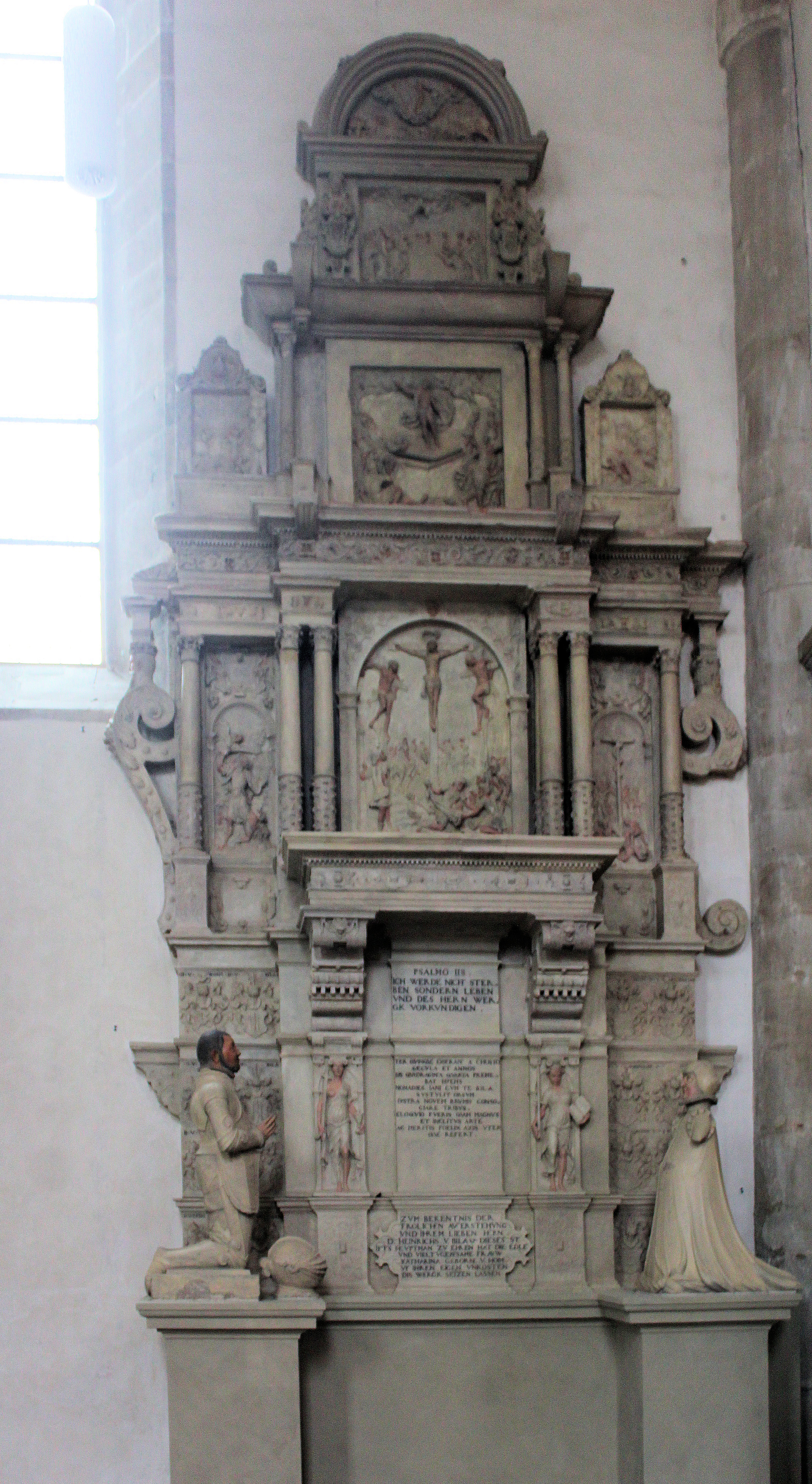
Epitafium Heinricha von Bili
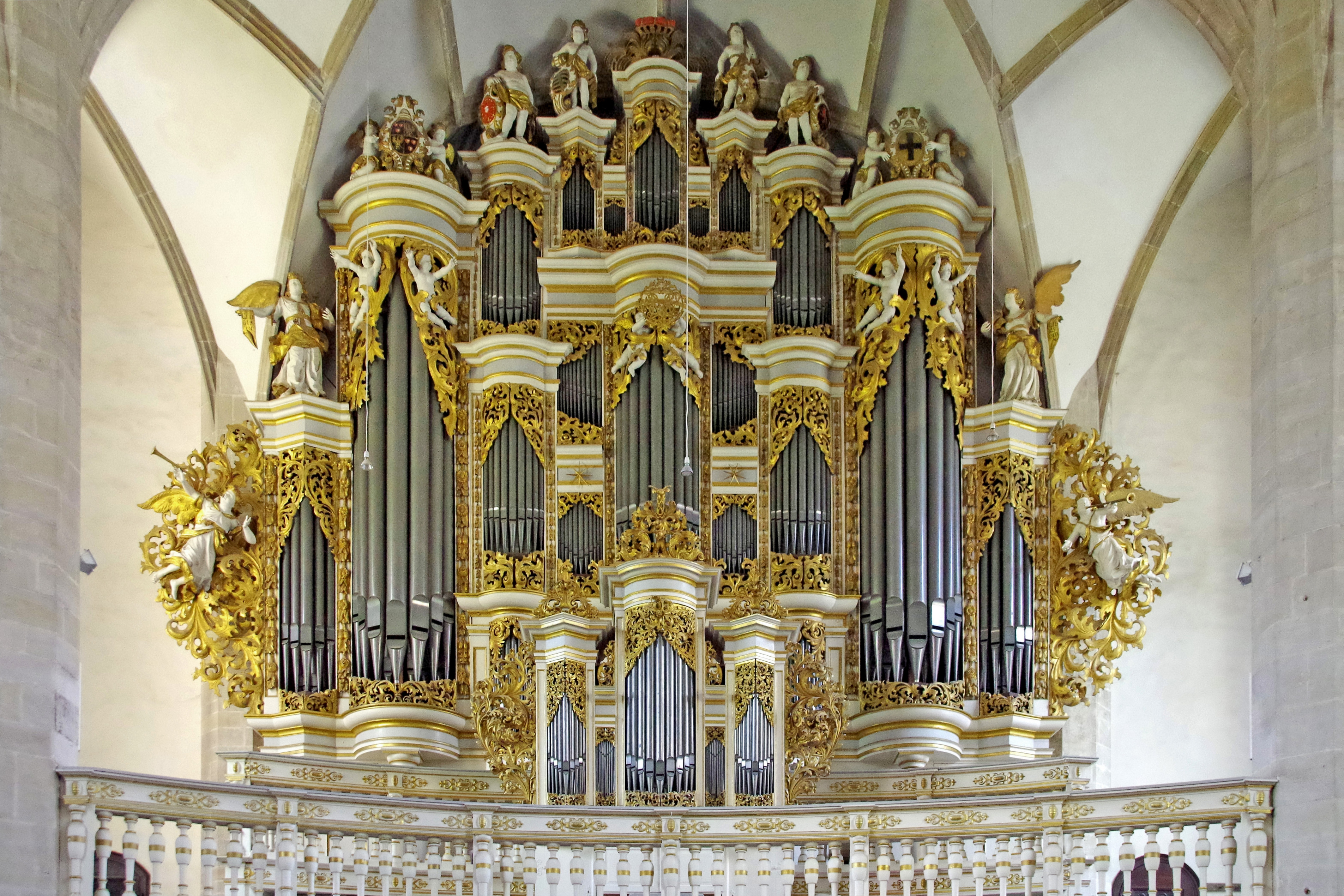
Organy Ladegasta
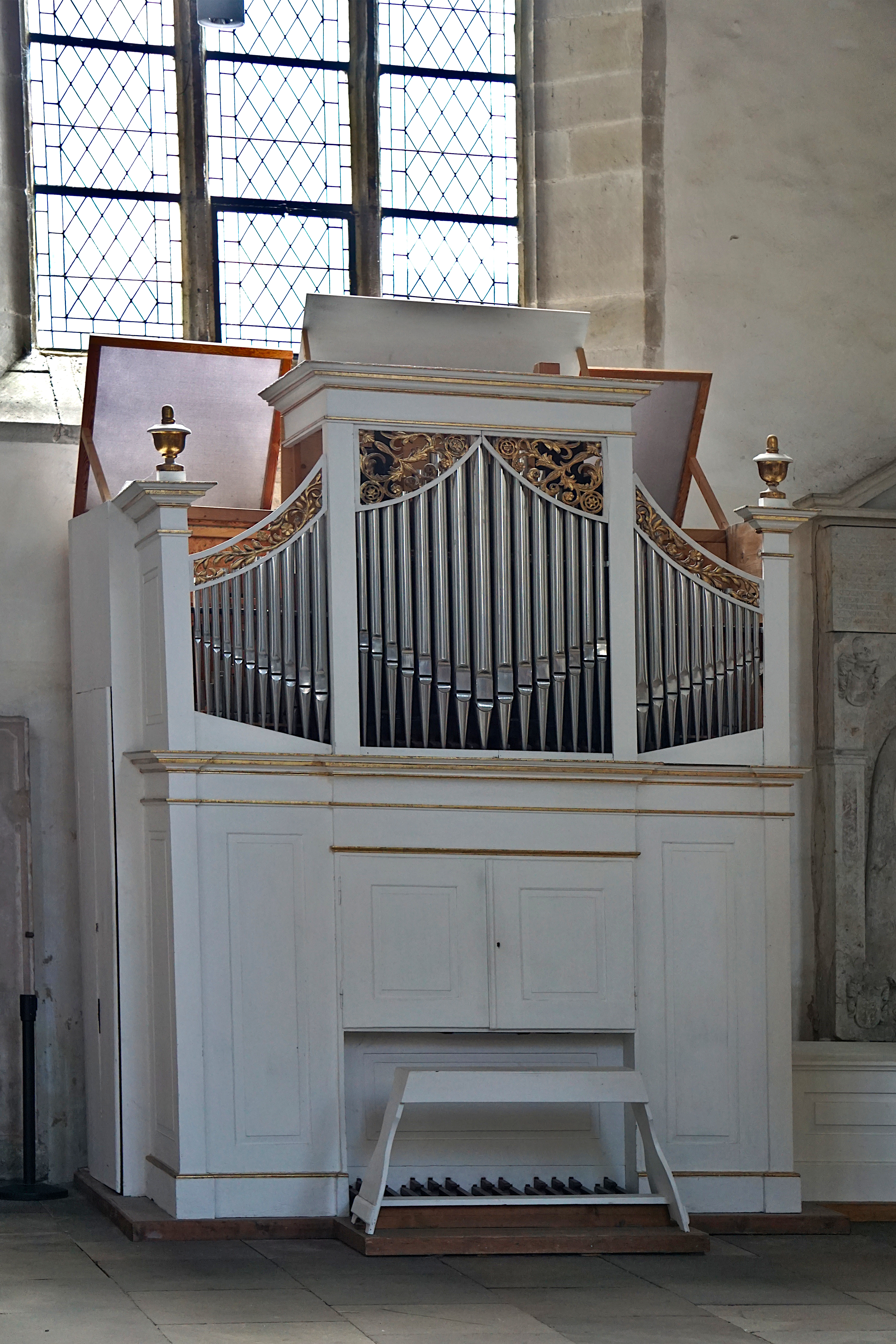
Małe organy
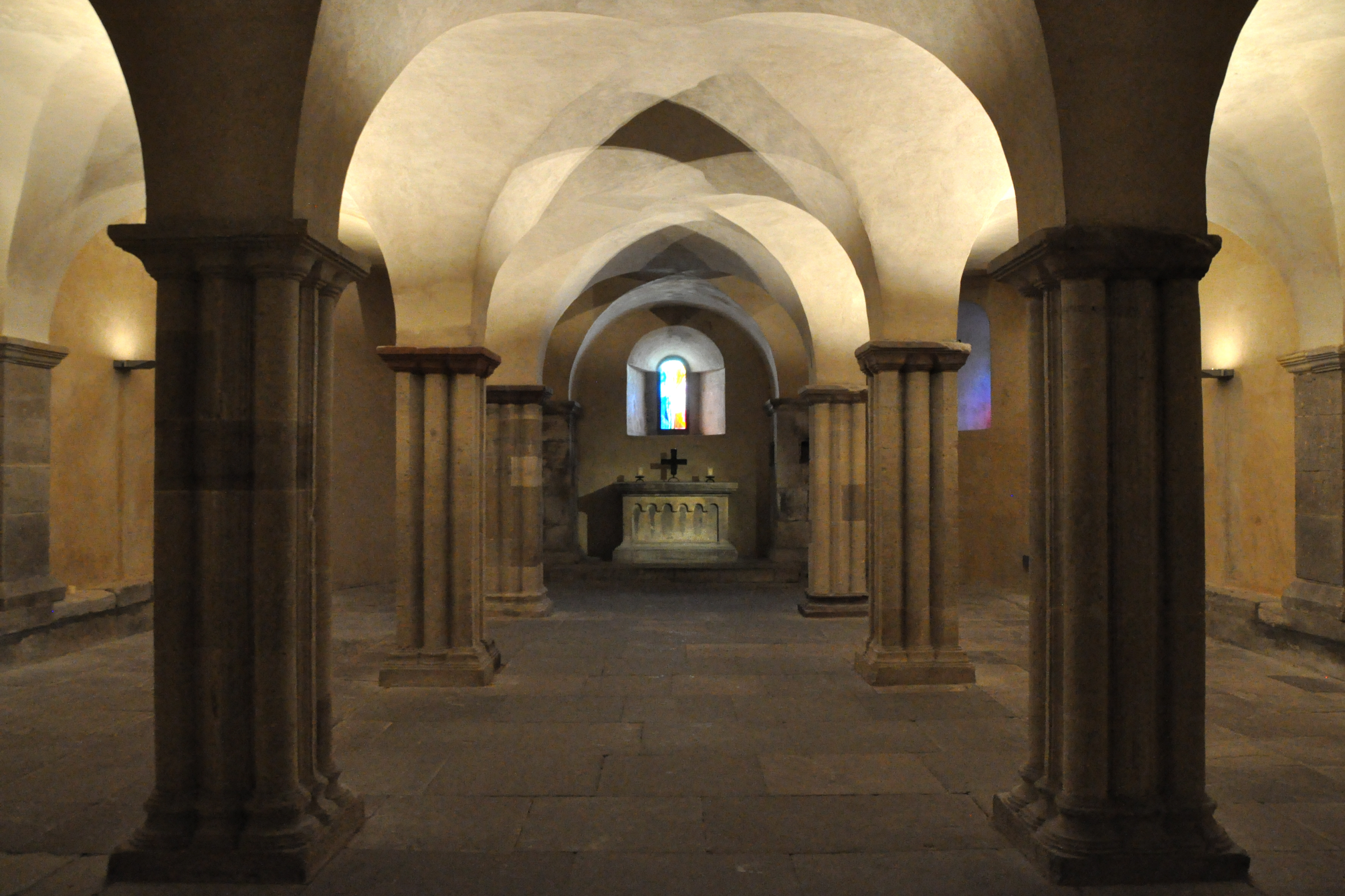
Krypta